# Nagroda Balzana

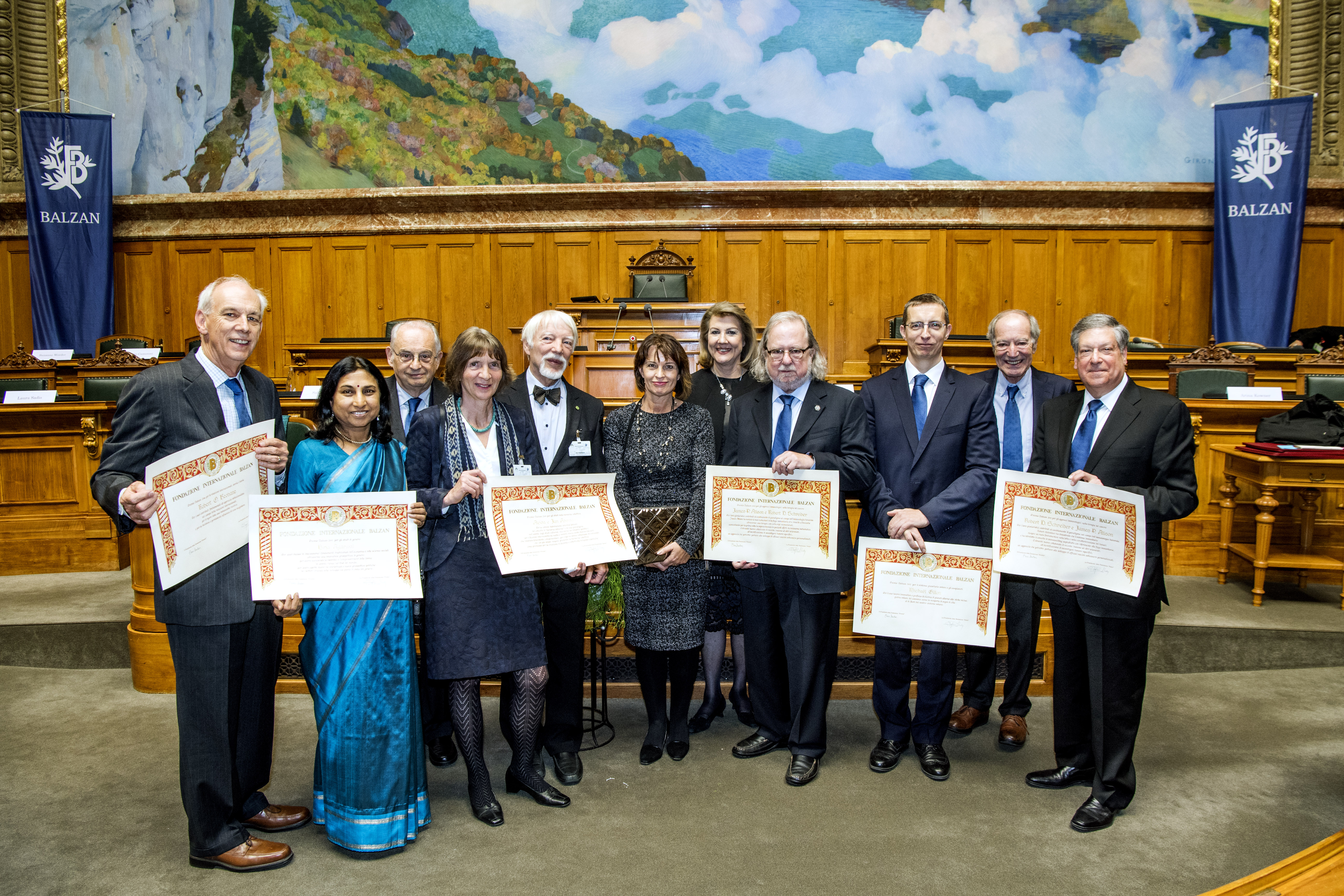
Ceremonia wręczenia nagrody Balzana w 2017 w Bernie.

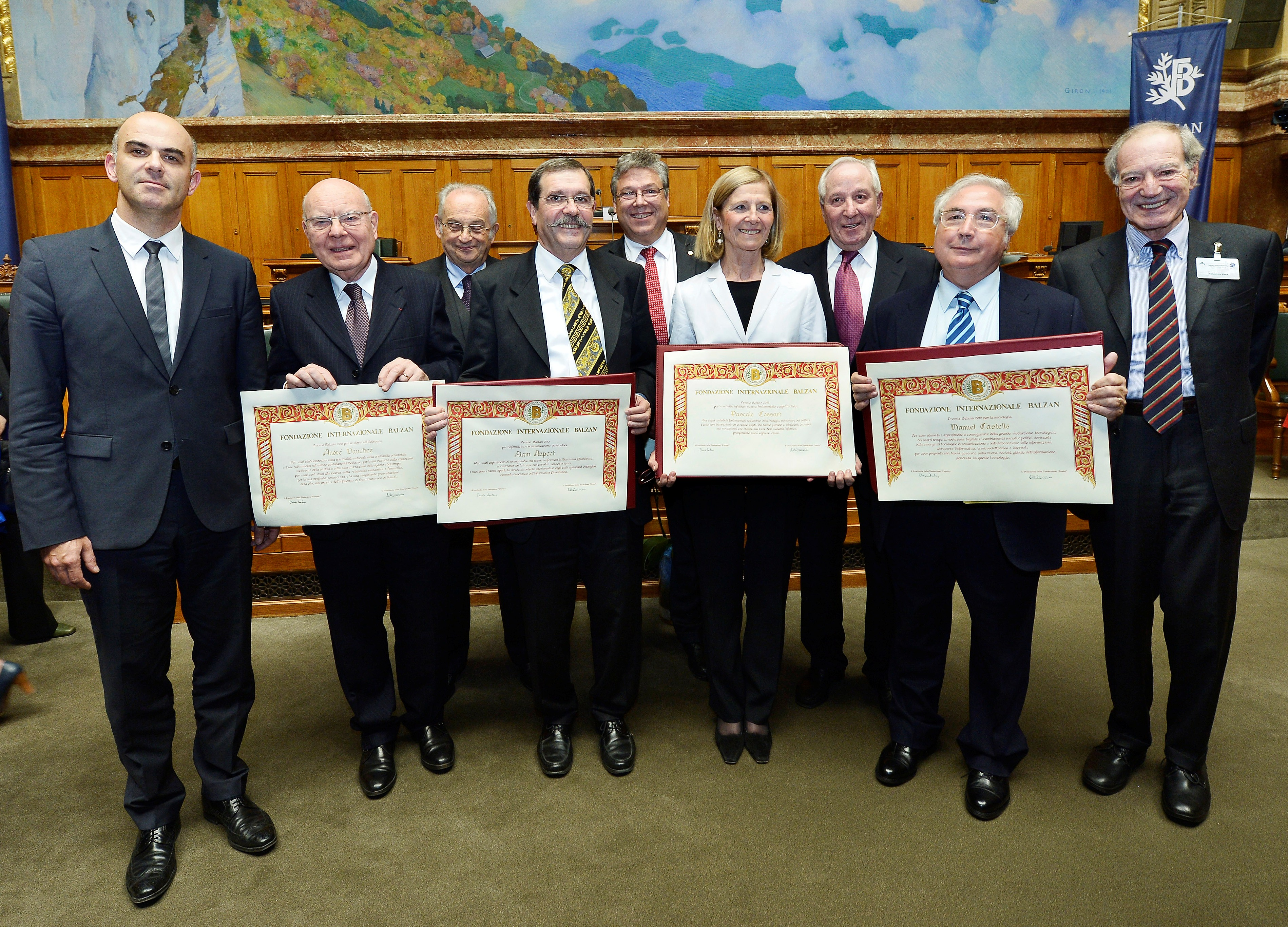
Ceremonia wręczenia nagrody Balzana w 2013 w Bernie.

Nagroda Balzana – cztery doroczne nagrody pieniężne przyznawane osobom lub organizacjom przez fundację International Balzan Prize, za wybitne osiągnięcia w dziedzinie nauk humanistycznych, przyrodniczych, kultury, a także dążeń do pokoju i braterstwa ludzi.

## Historia
Majątek fundacji zgromadził Włoch Eugenio Balzan (1874-1953), współwłaściciel "Corriere della Sera", który zainwestował swój majątek w Szwajcarii i w 1933 roku wyjechał z Włoch w proteście przeciwko faszyzmowi. Pokaźny spadek pozostawił swojej córce Angeli Linie Balzan (1892–1956), która w tym czasie cierpiała na nieuleczalną chorobę. Przed śmiercią zostawiła instrukcje dla fundacji i od tego czasu ma ona dwie siedziby, Nagrodę Balzana administrowaną z Mediolanu i Fundusz Balzana, z Zurychu.
Pierwszą nagrodą był 1 milion franków szwajcarskich dla fundacji Nobla w 1961 roku. Po roku 1962 nastąpiła 16-letnia przerwa, kiedy wznowiono przyznawanie nagrody, pół miliona franków szwajcarskich przyznano Matce Teresie. Ceremonie wręczania nagród odbywają się na przemian w Bernie i Accademia dei Lincei w Rzymie. Zwycięzcy często zdobywali później Nagrodę Nobla.

## Procedura
O wszystkich nagrodach decyduje jedna komisja. Komitet Nagrody Balzana składa się z dwudziestu członków prestiżowych towarzystw naukowych Europy.
Co roku fundacja wybiera dziedziny kwalifikujące się do przyszłorocznych nagród i ustala wysokość nagrody. Są one zazwyczaj ogłaszane w maju, a zwycięzców ogłasza się we wrześniu następnego roku.

## Nagrody i aktywa
Od 2001 pula nagród wzrosła do 1 miliona franków szwajcarskich na nagrodę pod warunkiem, że połowa środków zostanie przeznaczona na projekty z udziałem młodych naukowców.
Od 2017 kwota każdej z czterech Nagród Balzana wynosi 750 000 franków szwajcarskich (około 700 000 EUR; 790 000 USD; 500 000 GBP).

## Kategorie
Od 1978 roku corocznie przyznawane są cztery nagrody. Dziedziny nagród różnią się co roku i mogą być związane z określoną lub interdyscyplinarną dziedziną. Nagrody wykraczają poza tradycyjne przedmioty zarówno w humanistyce (literatura, nauki moralne i sztuka), jak i naukach ścisłych (medycyna i nauki fizyczne, matematyczno-przyrodnicze), z naciskiem na innowacyjne badania.
W różnych dziedzinach nagroda jest uznawana za nagrodę istotną dla oceny dorobku naukowców, np. w socjologii.
Co 3 do 7 lat fundacja przyznaje również Nagrodę za człowieczeństwo, pokój i braterstwo między narodami. Ostatni raz przyznano go w 2014 roku firmie Vivre en Famille.

## Zewnętrzne linki
- Fundacja Balzana – Oficjalna strona
- Fundacja Balzana - Lista laureatów Nagrody Balzana